# Delta Velorum

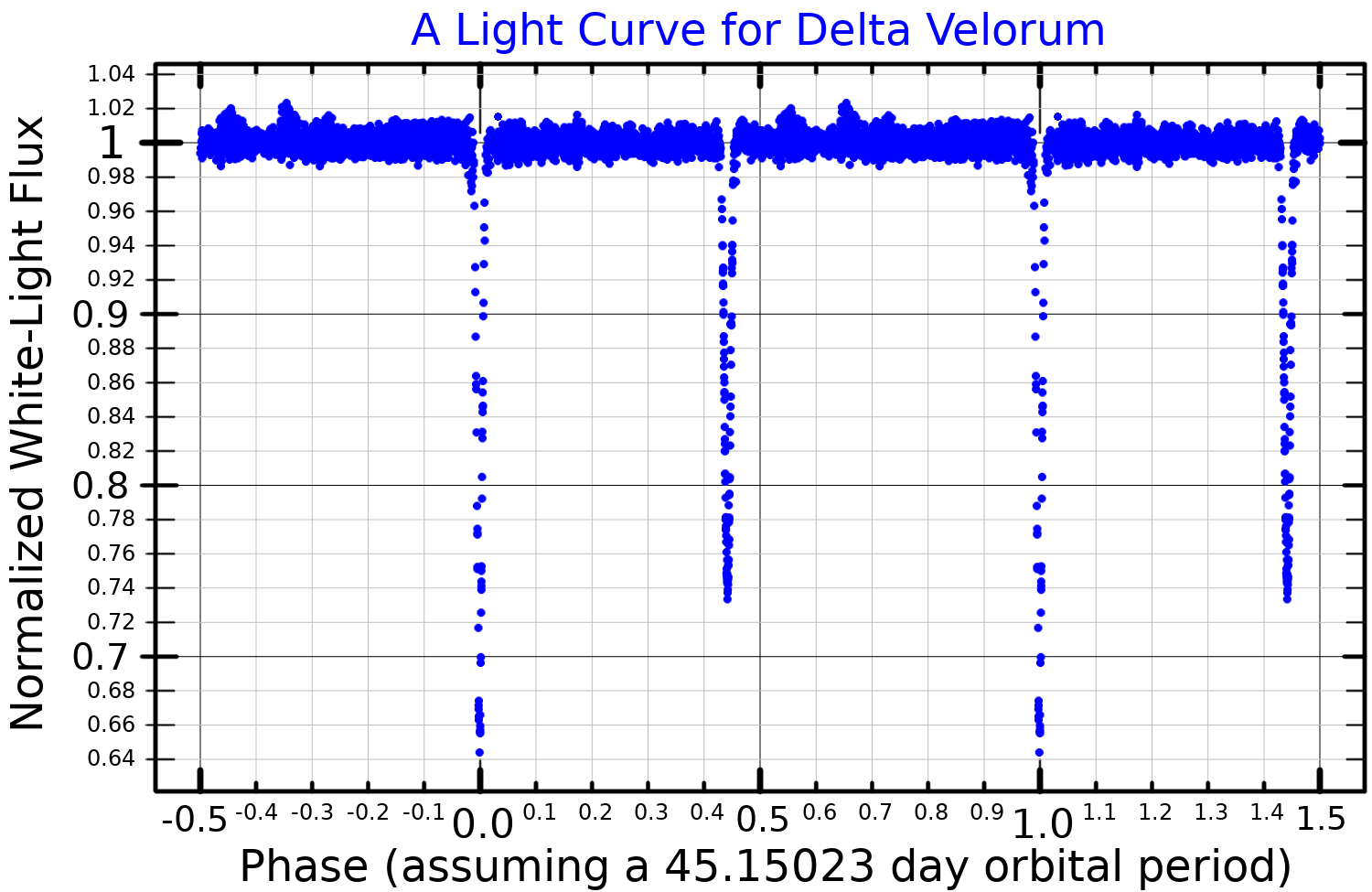
Lichtkromme van Delta Velorum

Delta Velorum (δ Vel) is een heldere meervoudige ster in het sterrenbeeld Zeilen (Vela). Zij bestaat uit 4 componenten, het helderste paar bestaat uit een magnitude 2,1 ster en een ster van magnitude 5,1 op 2",6 van elkaar af. Verder verwijderd van dit paar is een veel zwakker paar met een onderlinge afstand van 6",2.
Recentelijk heeft men door middel van de Galileo sonde bij Jupiter ontdekt dat deze ster veranderlijk is met een periode van 45 dagen. Vreemd genoeg was dit nog nooit eerder waargenomen.